# Ben Foudhala El Hakania
Ben Foudhala El Hakania (em árabe: بنى فضالة الحقانية) é uma cidade localizada na província de Batna, no noroeste da Argélia. Sua população era de 1 511 habitantes, em 2008.